# Franz Dülk
Franz M. Dülk (* 28. Februar 1928 in Iphofen; † 6. Juli 2016) war ein deutscher Zeitungswissenschaftler, Fernsehredakteur und -produzent.

## Leben
Franz Dülk wurde am 28. Februar 1928 in der mittelfränkischen Stadt Iphofen geboren, die damals Teil des Bezirksamtes Scheinfeld war. Während des Zweiten Weltkriegs wurde er als Luftwaffenhelfer eingesetzt. Diese Zeit verarbeitete er später auch literarisch. Dülk studierte in den 1950er Jahren an der Julius-Maximilians-Universität in Würzburg. Er schloss das Studium mit der Promotion im Fach Zeitungswissenschaften an der Ludwigs-Maximilians-Universität München bei Karl d’Ester ab. Das Thema der Dissertation behandelte die Würzburger Tagespresse in der Zeit zwischen 1900 und 1945. Anschließend absolvierte er ein Volontariat bei der ebenfalls in Würzburg ansässigen Tageszeitung Main-Post. Im Jahr 1956 wechselte Dülk zur Tagesschau nach Hamburg.
Dülk arbeitete in den folgenden Jahrzehnten bei verschiedenen Rundfunkanstalten der ARD. Zunächst war er in den 1960er Jahren als Dokumentarfilmer tätig. Ab den 1980er Jahren arbeitete er für den Süddeutschen Rundfunk, den Bayerischen Rundfunk und seltener für den Sender Freies Berlin. Er war für eine Vielzahl von Fernsehserien und Filme als Produzent und leitender Chefredakteur zuständig. Nachdem Dülk in den Ruhestand eingetreten war, übernahm er die bis 2013 Aufgabe eines Chronisten für die Main-Post. Daneben erschienen eine Vielzahl verschiedener Bücher, darunter auch lokalhistorische Publikationen. Franz Dülk starb am 6. Juli 2016 mit 88 Jahren.

## Werke (Auswahl)
Dülk schrieb zunächst ab den 1960er Jahren mehrere Reise- und Geschichtsdokumentationen für das Fernsehen, bei zwei führte er auch Regie. Ab 1982 trat er als Produzent und Redakteur bei verschiedenen Fernsehserien und -filmen im Süddeutschen Rundfunk in Erscheinung. Dülk war Produzent für 54 Episoden der Truckerserie Auf Achse mit Manfred Krug. Daneben erschienen seit den 1960er Jahren eine Vielzahl an theoretischen Annäherungen an Fernsehproduktionen in Form von Aufsätzen in Fachzeitschriften wie dem Praktischen Journalismus. Dülk war der Autor mehrerer Beihefte des Instituts für Film und Bild. Immer wieder erschienen auch Beiträge zu anderen Themen. So lieferte er 2009 ein Vorwort für einen Band über den Düsseldorfer Fotografen F. O. Bernstein. Mit seinem Ruhestand begleitete Dülk die Jubiläen der Main-Post publizistisch und engagierte sich in der Heimatforschung Frankens. 

### Als Produzent und Redakteur
- Vivatgasse 7. Produzent, Fernsehserie, 12 Episoden, SDR, 1982.
- Köberle kommt. Redakteur, Fernsehserie, 12 Episoden, SDR, 1982–1983.
- Drei Damen vom Grill. Produzent, Fernsehserie, 11 Episoden, SFB, 1982–1989.
- Landluft. Produzent, Fernsehserie, 6 Episoden, SDR, 1983.
- Bau, Schau, Wem. Redakteur, Fernsehfilm, BR, 1983.
- Am Wein klebt Lüge. Redakteur, Fernsehfilm, BR, 1983.
- Das Susaphon. Redakteur, Fernsehfilm, BR, 1983.
- Fisch gestrichen. Redakteur, Fernsehfilm, BR, 1983.
- Eine Blume namens „Falsche Liebe“. Redakteur, Fernsehfilm, BR, 1983.[2]
- Villa Bröckelstein. Redakteur, Zeichentrickserie, 1985.
- Auberle & Co. KG. Redakteur, Zeichentrickserie, SDR, 1986.
- Auf Achse. Produzent, Fernsehserie, 54 Episoden, SDR, 1987.
- Hallo, hier Karl May. Produzent, Fernsehserie, SDR, 1987.
- Cop & Co. Produzent, Fernsehserie, 4 Episoden, 1990.[3]

### Bücher
- Würzburgs Tagespresse 1900–1945. Presse zwischen Freiheit und Diktatur. Univ. Diss. München o. J.
- Regenzeit in Afrika (= Beihefte des Instituts für Film und Bild in Wissenschaft und Unterricht Bd. 659). Heering, Seebruck 1965.
- Fahrt durch den Sudd (= Beihefte des Instituts für Film und Bild in Wissenschaft und Unterricht Bd. 613). Heering, Seebruck am Chiemsee 1966.
- mit Bernd Grote: America Latina. Lateinamerika. Der erwachende Riese. Rowohlt, Hamburg 1971.
- 1883–1983. 100 Jahre Zeitungen im Hause Richter. Mainpresse, Würzburg 1983.
- mit Ina Brosch: Ansichten und Einsichten. Aus den letzten zwei Jahrhunderten der Iphöfer Stadtgeschichte. Iphofen 1991.
- mit Fritz Fickentscher: Luftwaffenhelfer-Schicksale. Schüler-Soldaten aus nordbayerischen Schulen. Feuerglocke Verlag, Kitzingen 1993.
- 50 Jahre Main-Post. Zeitung für Unterfranken. Chronik. Mainpresse Zeitungsverlagsgesellschaft, Würzburg 1995.
- Zeitenwandel – Seitenwandel. 50 Jahre Main-Post. Mainpresse Zeitungsverlagsgesellschaft, Würzburg 1995.
- Thüngersheim. Das Dorf, die Winzer, der Wein. Thüngersheim 1996.